# Paleoscolytus
Paleoscolytus är ett släkte av skalbaggar. Paleoscolytus ingår i familjen vivlar.
Kladogram enligt Catalogue of Life:
| Paleoscolytus | \| \| Paleoscolytus divergus \| \| \| \| \| \| Paleoscolytus sussexensis \| \| \| \| |
|               | \| \| Paleoscolytus divergus \| \| \| \| \| \| Paleoscolytus sussexensis \| \| \| \| |
|               | Paleoscolytus divergus                                                               |
|               |                                                                                      |
|               | Paleoscolytus sussexensis                                                            |
|               |                                                                                      |